# Mountain Song
Mountain Song è un singolo del gruppo musicale statunitense Jane's Addiction, il primo estratto dal loro primo album in studio Nothing's Shocking, pubblicato nel 1988.
La canzone si è piazzata alla posizione 71 della classifica delle migliori canzoni hard rock secondo VH1.

## Video musicale
La canzone ebbe anche un video musicale che mostra immagini di un concerto live, tenutosi dalla band nel 1988. Fu diretto da Perry Farrell. Il video mostra scene di nudo femminile e scambi di effusioni fra il chitarrista della band Dave Navarro, due ragazze e lo stesso cantante del gruppo, Perry Farrell. MTV si rifiutò di mandare in onda il video, anche con le dovute censure; sarà mandato in onda solo nel tardo 1990.

## Tracce
1. Mountain Song (Nothing's Shocking version) – 4:03
2. Standing in the Shower... Thinking – 3:03

## Formazione
- Perry Farrell (voce)
- Dave Navarro (chitarra elettrica
- Eric Avery (basso)
- Stephen Perkins (batteria, percussioni)